# Vilariño (Puebla del Brollón)
Vilariño es una aldea española situada en la parroquia de Saá, del municipio de Puebla del Brollón, en la provincia de Lugo, Galicia.

## Geografía
Está situado a 460 metros de altitud. 

## Demografía
| Gráfica de evolución demográfica de Vilariño entre 2000 y 2020 |
|                                                                |
| Datos según el nomenclátor publicado por el INE.               |